# Anderssen Banchero
Anderssen Banchero (Montevideo, 18 de junio de 1925 - Montevideo, 26 de julio de 1987) fue un escritor uruguayo. Su obra, de inspiración autobiográfica, tiene como escenario las zonas suburbanas y los barrios modestos de Montevideo, arrabales donde se desarrolla la vida de las clases bajas o medias bajas, en espacios tales como pensiones, bares, esquinas de barrio, zonas fabriles, etc.

## Biografía
Debió su nombre de pila al ajedrecista alemán del siglo XIX Adolf Anderssen, a quien su padre admiraba, pero solo lo utilizaba como escritor pues en su vida privada prefería ser llamado Juan, Pepe, Fian o Steek. Durante sus primeros años residió en los barrios montevideanos Atahualpa y Reducto. Trabajó en el Banco de Seguros del Estado.
Integró el grupo de la revista Asir y estuvo vinculado a Domingo Bordoli, Enrique Estrázulas, Líber Falco, Eduardo Galeano, Hugo Cores, Heber Raviolo, entre otros.
Falleció en Montevideo en 1987. En forma póstuma en 1988, recibió el premio Bartolomé Hidalgo de la Cámara Uruguaya del Libro por su novela Los regresos (cuyo título original era Los mezquinos rincones),

## Obras
- Mientras amanece (Cuentos, Ediciones de la Banda Oriental, 1963)
- Un breve verano (Novela corta y dos cuentos, Ediciones de la Banda Oriental, 1968)
- Triste de la calle cortada (Cuentos, Ediciones de la Banda Oriental, 1975)
- Las orillas del mundo (Novela, Ediciones de la Banda Oriental, 1980)
- Ojos en la noche (Cuentos, Ediciones de la Banda Oriental, 1985)
- Los regresos (Novela, Ediciones de la Banda Oriental, 1988) publicación póstuma
- Obra reunida (Irrupciones Grupo Editor, Montevideo, 2011) 3 tomos con prólogos de Elvio Gandolfo, Mercedes Estramil y Heber Raviolo.